# نیروی هوایی پادشاهی عمان
نیروی هوایی پادشاهی عمان (انگلیسی: Royal Air Force of Oman) نیروی هوایی زیرمجموعه نیروهای مسلح سلطنتی عمان می‌باشد و فعالیت خود را از سال ۱۹۵۹ آغاز کرد.